# 猫游记
猫游记是由猫扑独立开发的一款在线网络游戏，号称中国第一个不用安装客户端，直接在浏览器上就可以运行的多人线上角色扮演网络游戏。

## 遊戲簡介
猫游记无需下载客户端或者插件，只需要打开浏览器就可以进行游戏。游戏系统包括打怪练级，分级聊天，装备，技能，道具，锻造合成，PK，组队，好友，工会和副本地图等。游戏类型以MMORPG为基础，含盖策略类和养成类游戏特征；游戏设定以现实题材为主，故事大背景具有玄幻色彩，同时也包含了一定的武侠和童话故事的元素。

## 外部連結
- 官方网站